# Un nouveau Napoléon
Pour plus de détails, voir Fiche technique et Distribution.
Un nouveau Napoléon (titre original : Tea: With a Kick!) est un film muet américain en noir et blanc  réalisé par Erle C. Kenton et sorti en 1923.

## Fiche technique
- Titre original : Tea: With a Kick!
- Réalisation : Erle C. Kenton
- Scénario : Victor Hugo Halperin
- Production : Victor Halperin Productions
- Distributeur : Associated Exhibitors
- Photographie : William Marshall, Philip Rand
- Noir et blanc, muet
- Genre : comédie
- Durée : 60 minutes
- Dates de sortie: 
  - États-Unis :26 août 1923
  - France :4 avril 1924

## Distribution
- Doris May : Bonnie Day
- Creighton Hale : Art Binger
- Ralph Lewis : Jim Day
- Rosemary Theby : Tante Pearl
- Stuart Holmes : Napoleon Dobbings
- Zasu Pitts : 'Brainy' Jones
- Gale Henry : Hesperis McGowan
- Dot Farley : Mrs. Juniper

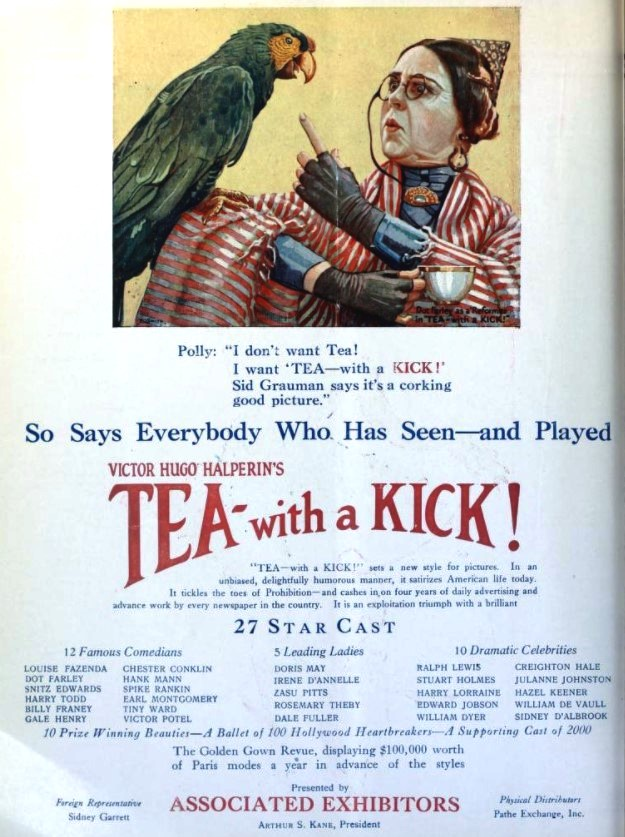
Publicité pour le film.

- Louise Fazenda : Birdie Puddleford
- Dale Fuller : Kittie Wiggle
- Edward Jobson : Éditeur Octavius Juniper
- Spike Rankin : Mrs. Bump
- Harry Lorraine : Révérend Harry White
- Sidney D'Albrook : Pietro
- Tiny Ward : King Kick
- Earl Montgomery : le détenu Dooley
- Hazel Keener : Hazel
- Julanne Johnston : Gwen Van Peebles
- William De Vaull : Napoleon
- Hank Mann : Sam Spindle
- Chester Conklin : Jiggs, le conducteur de taxi
- Snitz Edwards : Oscar Puddleford
- William Dyer : un homme d'affaires
- Harry Todd : Chris Kringle
- Bill Franey : le détenu Hooney
- Victor Potel : le groom 13